# Élections régionales de 1990 en Rhénanie-du-Nord-Westphalie
Les élections régionales de 1990 en Rhénanie-du-Nord-Westphalie (en allemand : Landtagswahl in Nordrhein-Westfalen 1990) se tiennent le 13 mai 1990, afin d'élire les 201 députés de la 11e législature du Landtag pour un mandat de cinq ans. Du fait de la loi électorale, 237 députés sont finalement élus.
Le scrutin est marqué par la victoire du SPD, qui conserve sa majorité absolue acquise en 1980. Le ministre-président Johannes Rau, au pouvoir depuis 1978, est alors investi pour un quatrième mandat.

## Contexte
Aux élections régionales du 12 mai 1985, le SPD du ministre-président Johannes Rau remporte la majorité absolue avec 52,1 % des suffrages exprimés — un record dans le Land — et 125 députés sur les 227 que compte finalement le Landtag.
Il devance largement la CDU de Bernhard Worms, qui s'effondre à 36,5 %, son plus bas historique à l'époque. Elle maintient ses 88 sièges mais dans une assemblée où le nombre d'élus croît de 26 par rapport au précédent mandat. Le FDP, expulsé du Landtag en 1980 faute d'avoir franchi la barre des 5 %, y fait son retour avec 6 % des voix, ce qui lui donne 14 parlementaires. À l'inverse, les Grünen échouent à entrer à l'assemblée avec 4,6 % des suffrages.
Rau est donc investi pour un troisième mandat et forme un cabinet monocolore de dix ministres dont le ministre des Finances Diether Posser est vice-ministre-président.
En novembre 1986, la CDU fusionne ses deux fédérations historiques de Rhénanie et de Westphalie-Lippe, pour constituer une fédération régionale unique. La présidence en est exercée par Kurt Biedenkopf, ancien secrétaire général fédéral.  
À peine deux mois plus tard, Johannes Rau postule comme candidat du Parti social-démocrate à la chancellerie fédérale aux élections fédérales du 25 janvier 1987. Le SPD réunit alors 37 % des suffrages exprimés et 193 sièges sur 519 au Bundestag, se classant deuxième. En Rhénanie-du-Nord-Westphalie, il arrive en tête avec 43,2 % des voix et 62 députés sur 143. Rau renonce au rôle de chef de l'opposition parlementaire face à Helmut Kohl et conserve ses responsabilités dans le Land.
La CDU de Rhénanie-du-Nord-Westphalie change peu après de dirigeant : Biedenkopf cède en effet ses fonctions au ministre fédéral du Travail Norbert Blüm, ancien député fédéral de Rhénanie-Palatinat puis membre du gouvernement de Berlin-Ouest.
Rau procède à un ajustement ministériel le 1er mai 1988, au cours duquel Posser est débarqué du cabinet. Le ministre de l'Intérieur Herbert Schnoor prend alors sa suite en tant que vice-ministre-président.

## Mode de scrutin
Le Landtag est constitué de 201 députés (en allemand : Mitglied des Landtags, MdL), élus pour une législature de cinq ans au suffrage universel direct et suivant le scrutin proportionnel de Hare.
Chaque électeur dispose d'une voix, qui compte double : elle lui permet de voter pour un candidat de sa circonscription, selon les modalités du scrutin uninominal majoritaire à un tour, le Land comptant un total de 151 circonscriptions ; elle est alors automatiquement attribuée au parti politique dont ce candidat est le représentant.
Lors du dépouillement, l'intégralité des 201 sièges est répartie en fonction des voix attribuées aux partis, à condition qu'un parti ait remporté 5 % des voix au niveau du Land. Si un parti a remporté des mandats au scrutin uninominal, ses sièges sont d'abord pourvus par ceux-ci.
Dans le cas où un parti obtient plus de mandats au scrutin uninominal que la proportionnelle ne lui en attribue, la taille du Landtag est augmentée jusqu'à rétablir la proportionnalité.

## Campagne

### Principales forces
| Parti | Parti                                                                              | Chef de file                               | Résultats de 1985           |
| ----- | ---------------------------------------------------------------------------------- | ------------------------------------------ | --------------------------- |
|       | Parti social-démocrate d'Allemagne Sozialdemokratische Partei Deutschlands         | Johannes Rau (Ministre-président)          | 52,1 % des voix 125 députés |
|       | Union chrétienne-démocrate d'Allemagne Christlich Demokratische Union Deutschlands | Norbert Blüm (Ministre fédéral du Travail) | 36,5 % des voix 88 députés  |
|       | Parti libéral-démocrate Freie Demokratische Partei                                 | Achim Rohde                                | 6,0 % des voix 14 députés   |

## Résultats

### Voix et sièges
| Parti                             | Parti                                        | Voix       | Voix  | Sièges | Sièges        | Sièges | Sièges | Sièges        |
| Parti                             | Parti                                        | Votes      | %     | MU1    | +/-           | Liste  | Total  | +/-           |
| --------------------------------- | -------------------------------------------- | ---------- | ----- | ------ | ------------- | ------ | ------ | ------------- |
|                                   | Parti social-démocrate d'Allemagne (SPD)     | 4 644 431  | 49,98 | 122    | 3             | 0      | 122    | 3             |
|                                   | Union chrétienne-démocrate d'Allemagne (CDU) | 3 409 953  | 36,79 | 29     | 3             | 60     | 89     | 1             |
|                                   | Parti libéral-démocrate (FDP)                | 535 656    | 5,76  | 0      | en stagnation | 14     | 14     | en stagnation |
|                                   | Les Verts (Grünen)                           | 469 098    | 5,05  | 0      | en stagnation | 12     | 12     | 12            |
|                                   | Les Républicains (REP)                       | 171 867    | 1,85  | 0      | Nv.           | 0      | 0      | Nv.           |
|                                   | Parti écologiste-démocrate (ÖDP)             | 46 650     | 0,50  | 0      | Nv.           | 0      | 0      | Nv.           |
|                                   | Parti national-démocrate d'Allemagne (NPD)   | 3 370      | 0,04  | 0      | Nv.           | 0      | 0      | Nv.           |
|                                   | Parti communiste allemand (DKP)              | 2 376      | 0,03  | 0      | Nv.           | 0      | 0      | Nv.           |
|                                   | Autres                                       | 8 573      | 0,09  | 0      | en stagnation | 0      | 0      | en stagnation |
|                                   |                                              |            |       |        |               |        |        |               |
| Votes valides                     | Votes valides                                | 9 291 974  | 99,34 |        |               |        |        |               |
| Votes blancs et nuls              | Votes blancs et nuls                         | 61 738     | 0,66  |        |               |        |        |               |
| Total                             | Total                                        | 9 353 712  | 100   | 151    | en stagnation | 86     | 237    | 10            |
| Abstentions                       | Abstentions                                  | 3 682 292  | 28,25 |        |               |        |        |               |
| Nombre d'inscrits / participation | Nombre d'inscrits / participation            | 13 036 004 | 71,75 |        |               |        |        |               |